# Zij gelooft, zij niet
Zij gelooft, zij niet was een televisieprogramma van de Evangelische Omroep (EO). Het programma werd van 2003 tot en met 2005 uitgezonden op Nederland 1. Het programma ging over het christelijk geloof in de relatie tussen een gelovige en een niet-gelovige.
In het eerste seizoen ging het vooral over de relatie tussen de presentatrices Mirjam Bouwman (christen) en Regina Romeijn (niet-christen), die al jaren met elkaar bevriend waren. De presentatrices bezoeken in een retro-autobusje verschillende plaatsen en personen die te doen hebben met het christelijk geloof. Zo bezoeken zij onder andere huilende Mariabeelden, een kerk waar benen naar verluidt spontaan aangroeien en de pinksterconferentie van stichting Opwekking. Romeijn neemt in deze serie de rol van kritische buitenstaander op zich. Vaak gaan zij voor een toelichting langs bij de evangelische theoloog Willem Ouweneel.
In het tweede en derde seizoen probeerden de presentatrices de relaties tussen christenen en niet-christenen te verbeteren. Dit deden zij door middel van een gezellig uitje met de desbetreffende personen, waarbij beide partijen uitleg doen over hoe ze denken en wat ze voelen.

## Aanloop voor het programma
De vriendschap tussen beide presentatrices ontstond in de jaren negentig na een vakantie in Italië. De christelijk opgevoede Bouwman onderging een geloofsvernieuwing en besloot theologie te gaan studeren. Bij de Evangelische Omroep kwam zij met het voorstel voor Zij Gelooft, zij niet. Bij haar vertrek bij een reclamebureau, haar toenmalige werkgever, kreeg Romeijn een poster van zichzelf mee waar zij heel devoot op stond met als opschrift Ave Regina.